# شزندرة عسماء
شزندرة عسماء (الاسم العلمي:Schisandra repanda) هي نوع نباتي يتبع جنس الشزندرة من فصيلة الشزندرية